# Phù Mỹ
Phù Mỹ là một huyện ven biển thuộc tỉnh Bình Định, Việt Nam.

## Địa lý
Huyện Phù Mỹ nằm ở phía đông tỉnh Bình Định, có vị trí địa lý:
- Phía đông giáp Biển Đông
- Phía tây bắc giáp huyện Hoài Ân
- Phía tây và phía nam giáp huyện Phù Cát
- Phía bắc giáp thị xã Hoài Nhơn.

Theo thống kê năm 2019, huyện có diện tích 549 km², dân số là 161.563 người, mật độ dân số đạt 294 người/km².

### Địa hình
Huyện được chia thành 3 khu vực địa lý là:
- Đồng bằng phía bắc là lưu vực của đầm Trà Ổ, đồng bằng này được cung cấp nước tưới tiêu từ những con suối nhỏ bắt nguồn từ những ngọn núi phía bắc huyện, Đồng bằng phía bắc là khu vực của các xã Mỹ Đức, Mỹ Châu, Mỹ Lộc, Mỹ Lợi, thị trấn Bình Dương, Mỹ Phong, Mỹ Thắng.
- Đồng bằng phía nam là lưu vực của những con sông con suối đổ vào đầm Nước Ngọt. Đồng bằng phía nam lại được chia ra làm hai đó là khu vực phía tây Đầm Nước Ngọt thuộc lưu vực sông La Tinh gồm các xã Mỹ Trinh, thị trấn Phù Mỹ, Mỹ Hòa, Mỹ Hiệp, Mỹ Quang, Mỹ Tài, Mỹ Cát, Mỹ Chánh Tây, Mỹ Chánh; còn khu vực phía đông và phía bắc Đầm Nước Ngọt là hai xã Mỹ Thành, Mỹ Thọ. Đồng bằng phía bắc và Đồng bằng phía nam được ngăn cách bởi những ngọn núi và đèo Nhông là nơi phân cách trên Quốc lộ 1.
- Một khu vực địa lý nữa của huyện Phù Mỹ là dãi cát ven biển, có thể xem dãi cát từ Mỹ An về phía bắc thuộc Đồng Bằng phía bắc và dãi cát từ Mỹ Thọ về phía nam thuộc Đồng bằng phía nam tuy nhiên vì đặc điểm thổ nhưỡng của dãi đất ven biển nên người ta chia nó ra làm một khu vực riêng. Dãi cát ven biển gồm các thôn ven biển của các xã Mỹ Đức, Mỹ Thắng, Mỹ Thọ và Mỹ Thành. Một sự khác biệt dễ nhận thấy đó là nhân dân khu vực dãi cát ven biển chủ yếu làm nghề biển và chịu ảnh hưởng của văn hóa, tín ngưỡng biển.

Ngoài ra, huyện Phù Mỹ còn có 5 đảo nhỏ không có người sinh sống đó là Hòn Lao (hay Hòn Trâu Nằm) nằm phía đông nam xã Mỹ Thành; cụm 3 đảo Hòn Tranh (hay Hòn Quy), Hòn Đụn (hay Đảo Đồn còn có tên nữa là Hòn Nước) và Hòn Nhàn nằm phía đông Thôn Tân Phụng xã Mỹ Thọ; một đảo nữa của huyện là Hòn Khô nằm phía đông xã Mỹ Đức từ Hà Ra nhìn theo hướng Đông Nam. Phù Mỹ có nhiều món ăn đặc sản như: bún tôm, bánh tráng,...

### Môi trường
Hiện nay, việc khai thác titan đã để lại những hậu quả đối với môi trường khu vực phía đông huyện Phù Mỹ mà đặc biệt là tại xã Mỹ Thành. Khai thác titan đã tàn phá những rừng dương gây nên tình trạng cát bay đồng thời tạo ra những khu vực nhiễm phóng xạ vượt mức cho phép nhiều lần cùng tình trạng nguồn nước ngầm bị ô nhiễm.
Một vài khu công nghiệp được hình thành nếu không quản lý tốt thì sẽ ảnh hưởng không nhỏ đến môi trường và đời sống của nhân dân quanh vùng.

## Lịch sử
Phù Mỹ cũng như Bình Định trước đây thuộc nền văn hóa Sa Huỳnh, sau đó thuộc sứ Việt Thường Thị rồi sau này thuộc về vương quốc Champa.
Năm 1471, sau khi đánh phá Chiêm Thành và mở bờ cõi đến núi Thạch Bi (Phú Yên), vua Lê Thánh Tông đã đặt phủ Phù Ly để cai quản những cư dân Chiêm Thành còn ở lại và những tù nhân hay dân nghèo miền bắc được đưa vào. Sau này qua mấy lần nhập tách thì Phù Ly được chia làm đôi thành Phù Cát và Phù Mỹ lấy dòng sông La Tinh làm ranh giới.
Năm 1939, Phù Mỹ được nâng cấp lên thành cấp phủ, với 6 tổng: An Bình, Bình Thành, Hòa Lạc, Trung Bình, Trung Thành, Vạn Định.
Sau Cách mạng tháng 8-1945, phủ và các tổng ở Phù Mỹ được đặt lại tên theo tên các chiến sĩ yêu nước nổi tiếng ở địa phương. Năm 1946 bỏ cấp tổng, lấy lại tên huyện như cũ, Phù Mỹ lúc này có 37 xã.
Đến cuối năm 1947 đầu năm 1948 dồn lại còn 14 xã: Mỹ Cát, Mỹ Chánh, Mỹ Đức, Mỹ Hiệp, Mỹ Hòa, Mỹ Lộc, Mỹ Lợi, Mỹ Phong, Mỹ Quang, Mỹ Tài, Mỹ Thành, Mỹ Thọ, Mỹ Thắng, Mỹ Trinh.
Trước năm 1975, chính quyền Sài Gòn đổi huyện Phù Mỹ thành quận, đổi thôn thành ấp, điều chỉnh một số địa danh, địa giới hành chính, toàn Phù Mỹ khi ấy có 115 ấp.
Sau năm 1975, lấy lại đơn vị hành chính là huyện, thuộc tỉnh Nghĩa Bình, gồm 14 xã: Mỹ Cát, Mỹ Chánh, Mỹ Đức, Mỹ Hiệp, Mỹ Hòa, Mỹ Lộc, Mỹ Lợi, Mỹ Phong, Mỹ Quang, Mỹ Tài, Mỹ Thắng, Mỹ Thành, Mỹ Thọ và Mỹ Trinh.
Ngày 29 tháng 10 năm 1983, chia xã Mỹ Thắng thành 2 xã: Mỹ Thắng và Mỹ An.
Ngày 19 tháng 2 năm 1986, chia xã Mỹ Đức thành 2 xã: Mỹ Đức và Mỹ Châu.
Năm 1989, huyện Phù Mỹ thuộc tỉnh Bình Định vừa tái lập.
Ngày 14 tháng 12 năm 1991, thành lập thị trấn Phù Mỹ (thị trấn huyện lị huyện Phù Mỹ) trên cơ sở 303 ha diện tích tự nhiên và 4.286 nhân khẩu của xã Mỹ Quang, 317 ha diện tích tự nhiên và 2.176 nhân khẩu của xã Mỹ Trinh, 407 ha diện tích tự nhiên và 2.515 nhân khẩu của xã Mỹ Hòa.
Ngày 19 tháng 4 năm 2002: 
- Thành lập thị trấn Bình Dương trên cơ sở 392 ha diện tích tự nhiên và 5.420 nhân khẩu của xã Mỹ Lợi
- Thành lập xã Mỹ Chánh Tây trên sơ sở 2.640 ha diện tích tự nhiên và 5.297 nhân khẩu của xã Mỹ Chánh.

Hiện nay, huyên Phù Mỹ có 2 thị trấn và 17 xã.

## Hành chính
Huyện Phù Mỹ có 19 đơn vị hành chính cấp xã trực thuộc, bao gồm 2 thị trấn: Phù Mỹ (huyện lỵ), Bình Dương và 17 xã: Mỹ An, Mỹ Cát, Mỹ Chánh, Mỹ Chánh Tây, Mỹ Châu, Mỹ Đức, Mỹ Hiệp, Mỹ Hòa, Mỹ Lộc, Mỹ Lợi, Mỹ Phong, Mỹ Quang, Mỹ Tài, Mỹ Thắng, Mỹ Thành, Mỹ Thọ và Mỹ Trinh.

## Kinh tế
Kinh tế của huyện chủ yếu là nông nghiệp. Nhều xã có thổ nhưỡng là đất cát pha thích hợp cây kiệu nên nông dân trồng nhiều kiệu.
Ngoài ra, các xã ven biển có nghề làm muối, nuôi trồng và đánh bắt thủy hải sản.
Công nghiệp chưa phát triển, các làng nghề tiểu thủ công nghiệp chỉ nổi tiếng trong địa phương ít tạo được thương hiệu lớn. Một số di tích lịch sử và tự nhiên tuyệt đẹp nhưng chưa được chú ý để phát triển du lịch. Nhà máy điện năng lượng mặt trời (Mỹ An, Mỹ Thắng) là nhà máy điện lớn nhất Nam Trung Bộ. Cảng Long Sơn (Mỹ An) & Vĩnh Lợi (Mỹ Thành) là 2 trong 4 cảng lớn nhất của Bình Định.
Hiện nay, công nghiệp ở huyện Phù Mỹ đang hình thành và phát triển. Các cụm công nghiệp đã hình thành:
1. Cụm công nghiệp Diêm Tiêu (thị trấn Phù Mỹ)
2. Cụm công nghiệp Bình Dương (thị trấn Bình Dương)
3. Cụm công nghiệp Đại Thạnh (xã Mỹ Hiệp).

## Văn hóa - du lịch

### Thắng cảnh và di tích
Thắng cảnh của Phù Mỹ tuy hoang sơ nhưng đẹp như: Chùa Hang Mỹ Hoà, Giếng Tiên và di tích lịch sử Đèo Nhông, đặc biệt phía đông là một vùng biển đẹp kéo dài từ Vĩnh Lợi (Mỹ Thành) đến cửa tấn Hà Ra (Mỹ Đức). Trong đó bờ biển Mỹ Thọ với thắng cảnh Mũi Rồng, Bãi Bàng, Hải Đăng thuộc thôn Tân Phụng thu hút nhiều khách tham quan của các xã lân cận.

## Giao thông
Huyện Phù Mỹ có 2 ga tàu hỏa (nhỏ) thuộc tuyến đường sắt Bắc-Nam gồm ga Vạn Phú (xã Mỹ Lộc) và ga Phù Mỹ (thị trấn Phù Mỹ).

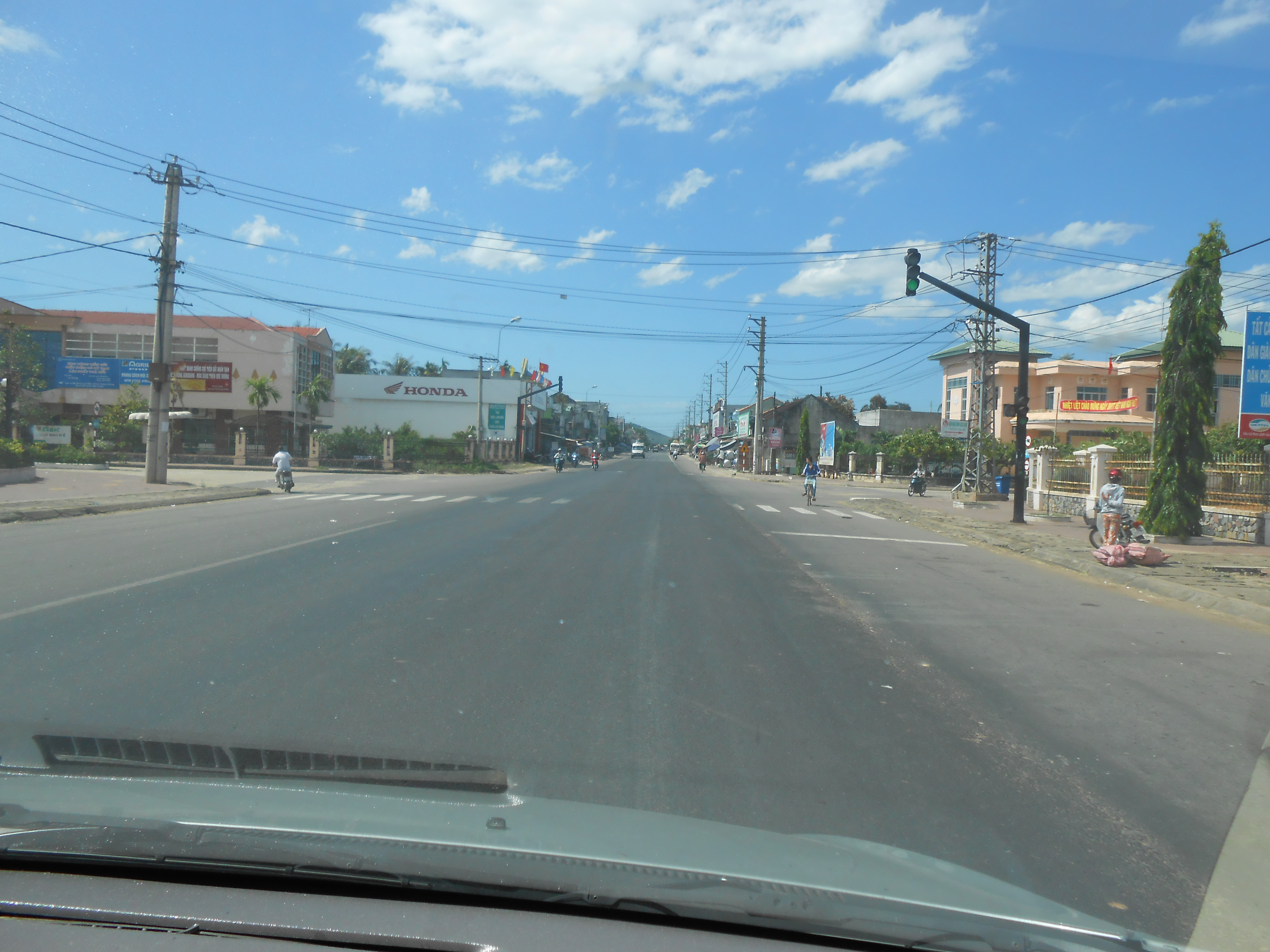
Quốc lộ 1 đoạn qua thị trấn Phù Mỹ

Huyện Phù Mỹ có Quốc lộ 1 chạy qua. Ngoài ra còn các đường tỉnh lộ và huyện lộ, đặc biệt là tuyến đường ven biển tỉnh lộ.
Đây cũng là địa phương có dự án Đường cao tốc Hoài Nhơn – Quy Nhơn đi qua đang được xây dựng.